# Termitoonops spinosissimus
Termitoonops spinosissimus là một loài nhện trong họ Oonopidae.
Loài này thuộc chi Termitoonops. Termitoonops spinosissimus được P. L. G. Benoit miêu tả năm 1964.